# チェイサー (2008年の映画)
『チェイサー』（朝: 추격자）は、2008年公開の韓国映画。韓国ではR-18、日本ではR-15指定。

## 概要
ナ・ホンジン監督の長編デビュー作品。2004年に韓国で起こった、ユ・ヨンチョルによる連続殺人事件をベースとしている。また、同年イラクで起こった人質事件の影響も受けているとのこと。
韓国では観客動員数が500万人を超えるヒット作となり、2008年大鐘賞（韓国のアカデミー賞）主要6部門の他、大韓民国映画大賞を受賞した。第61回カンヌ国際映画祭の特別招待作品である。ワーナー・ブラザース映画とレオナルド・ディカプリオがリメイク権を獲得している。

## あらすじ
元刑事のオム・ジュンホ（キム・ユンソク）が経営するデリバリーヘルスで、ヘルス嬢が次々と失踪するという事件が起きる。ジュンホは彼女たちに渡した高額な手付金を取り戻すため捜索を開始する。
やがて、出勤したキム・ミジン（ソ・ヨンヒ）の客の電話番号が、それまでに失踪した嬢たちが最後に仕事をした相手と一致していることが発覚。ジュンホは単身、男の自宅へ向かっているというミジンのもとへ急ぐ。

## キャスト
※括弧内は日本語吹替
- オム・ジュンホ：キム・ユンソク（山路和弘）- 元刑事。現在はデリバリーヘルスを経営している。
- チ・ヨンミン：ハ・ジョンウ（内田夕夜）- 連続殺人犯。客として風俗嬢を家に招いては惨殺している。
- キム・ミジン：ソ・ヨンヒ（木下紗華） - ジュンホに雇われているヘルス嬢。ジュンホの命令で、体調不良を押して仕事に出たところ、犯罪に巻き込まれる。
- ユ・ウンジ：キム・ユジョン（平田真菜） - 7歳になるミジンの娘。
- オジョ：ク・ボヌン （内田泰喜） - ジュンホの舎弟。
- イ・ギル刑事：チョン・インギ（志村知幸）
- オ・ウンシル刑事：パク・ヒョジュ（園崎未恵）
- 機動捜査隊長：チェ・ジョンウ（牛山茂）
- 機捜隊班長：ミン・ギョンジン（高橋翔）
- カン刑事：ソン・ヨセフ（武虎）
- パク刑事：ハ・ソングァン（内田泰喜）
- チェ刑事：チョ・ドクチェ（酒巻光宏）
- キム刑事：ホン・ジェソン（内田泰喜）
- ジマン刑事：パク・チマン（河本邦弘）
- キョンソク刑事：ク・テジン（伝坂勉）
- 担当検事：チョン・ギソプ（河本邦弘）
- 精神分析官：イ・ジョング（藤本譲）
- ソンヒ：オ・ウジョン（久嶋志帆） - ジュンホに雇われているヘルス嬢。
- ヒジョン：ユ・ジヨン（東條加那子） - ジュンホに雇われているヘルス嬢。
- ジヨン：キム・ソニョン（平田真菜） - ジュンホに雇われているヘルス嬢。
- クォン・ヘガプ：キム・ドッキ（藤本譲）
- クォン・ヘガプの妻：ソン・ヒスン（東條加那子）
- 借金男：チョ・ソギョン（伝坂勉）
- ヨンミンの姉：キム・ヨンソン（久嶋志帆）
- ヨンミンの義兄：パク・チンソン（酒巻光宏）
- ピョンス：キム・ビョンス - ヨンミンの甥。
- ソウル市長：チョン・ドンギュ（牛山茂）

## スタッフ
- 監督：ナ・ホンジン
- プロデューサー：キム・スジン、ユン・インボム
- エグゼクティブ・プロデューサー：チョン・ウィソク、キム・ソニョン、チョン・スング
- 脚本：ナ・ホンジン
- 撮影：イ・ソンジェ
- 音楽：キム・ジュンソク、チェ・ヨンナク
- 美術：イ・ミンボク
- 衣装：チェ・ギョンファ
- 編集：キム・ソンミン
- 録音：キム・シニョン
- 照明：イ・チョロ
- ライン・プロデューサー：チェ・ムンス

## 受賞
- 第29回青龍映画賞：主演男優賞（キム・ユンソク）
- 第45回大鐘賞：最優秀作品賞
- 第45回大鐘賞：監督賞（ナ・ホンジン）
- 第45回大鐘賞：主演男優賞（キム・ユンソク）
- 第45回大鐘賞：人気男優賞（キム・ユンソク）
- 第45回大鐘賞：企画賞（キム・スジン、ユン・インボム）
- 第45回大鐘賞：撮影賞（イ・ソンジェ）
- 第44回百想芸術大賞：大賞
- 第44回百想芸術大賞：新人監督賞（ナ・ホンジン）
- 大韓民国映画大賞：作品賞
- 大韓民国映画大賞：監督賞（ナ・ホンジン）
- 大韓民国映画大賞：新人監督賞（ナ・ホンジン）
- 大韓民国映画大賞：脚本・脚色賞（ナ・ホンジン）
- 大韓民国映画大賞：主演男優賞（キム・ユンソク）
- 大韓民国映画大賞：編集賞（キム・ソンミン）
- 大韓民国映画大賞：照明賞（イ・チョロ）
- 第9回釜山映画評論家協会賞：監督賞（ナ・ホンジン）
- 第9回釜山映画評論家協会賞：主演男優賞（キム・ユンソク）
- 第17回釜日映画賞：最優秀監督賞（ナ・ホンジン）
- 第17回釜日映画賞：主演男優賞（キム・ユンソク）
- 第17回釜日映画賞：編集賞（キム・ソンミン）
- 第17回釜日映画賞：釜日読者審査団賞
- 第16回椿事映画賞：新人監督賞（ナ・ホンジン）
- 第16回椿事映画賞：脚本賞（ナ・ホンジン）
- 第16回椿事映画賞：技術賞（チョ・テヨン）
- 第31回黄金撮影賞：新人監督賞（ナ・ホンジン）
- 第31回黄金撮影賞：最優秀男優演技賞（ハ・ジョンウ）
- CINE21映画賞：今年の新人監督賞（ナ・ホンジン）
- CINE21映画賞：今年のシナリオ賞（ナ・ホンジン）
- CINE21映画賞：今年の男優賞（ハ・ジョンウ）
- CINE21映画賞：今年の製作者賞（キム・スジン）
- 第6回マックスムービー最高の映画賞：最高の作品賞
- 第6回マックスムービー最高の映画賞：最高の監督賞（ナ・ホンジン）